# Zway (See)
Zway oder Ziway (amharisch ዝዋይ ሐይቅ) ist einer der Süßwasserseen im Großen Afrikanischen Grabenbruch in Äthiopien.

## Lage
Der See liegt etwa 100 km südlich von Addis Abeba an der Grenze der Region (oder kililoch) Oromiyaa und der
Region der südlichen Nationen, Nationalitäten und Völker. Der Ort Zway befindet sich am westlichen Ufer des Sees.

## Beschreibung
Nach dem Statistical Abstract of Ethiopia for 1967/68 ist der See Zway 25 Kilometer lang, 20 Kilometer breit und hat eine Oberfläche von 440 Quadratkilometern. An seiner tiefsten Stelle ist er etwa 9 Meter tief. Er liegt auf 1636 Metern über dem Meer. Bekannt ist der See für seine Vögel und Flusspferde. Hier ist zudem eine Fischereiindustrie ansässig.
Der See hat fünf Inseln, unter anderem Debre Sina, Galila, Bird Island. Auf Tullu Gudo gibt es ein Kloster in dem sich um das 9. Jahrhundert herum die Bundeslade befunden haben soll.

## Kultur
Die Ufer und Inseln des Sees sind die Heimat der Zay, die den Gurage zugerechnet werden. Einer Tradition folgend nahmen die Christen dieser Gegend auf der Insel Zuflucht, als der Muslim Ahmad ibn Ibrahim al-Ghazi Äthiopien eroberte. Später wurden sie durch die Oromo, die sich am See niederließen, vom übrigen Äthiopien isoliert. Als Menelik II. das Land um den See eroberte, wurden die Seebewohner wiederentdeckt. Sie hatten sowohl ihren christlichen Glauben als auch eine Anzahl alter Manuskripte bewahrt.